# Castro TI
| TI ist das Kürzel für den Kanton Tessin in der Schweiz. Es wird verwendet, um Verwechslungen mit anderen Einträgen des Namens Castro zu vermeiden. |

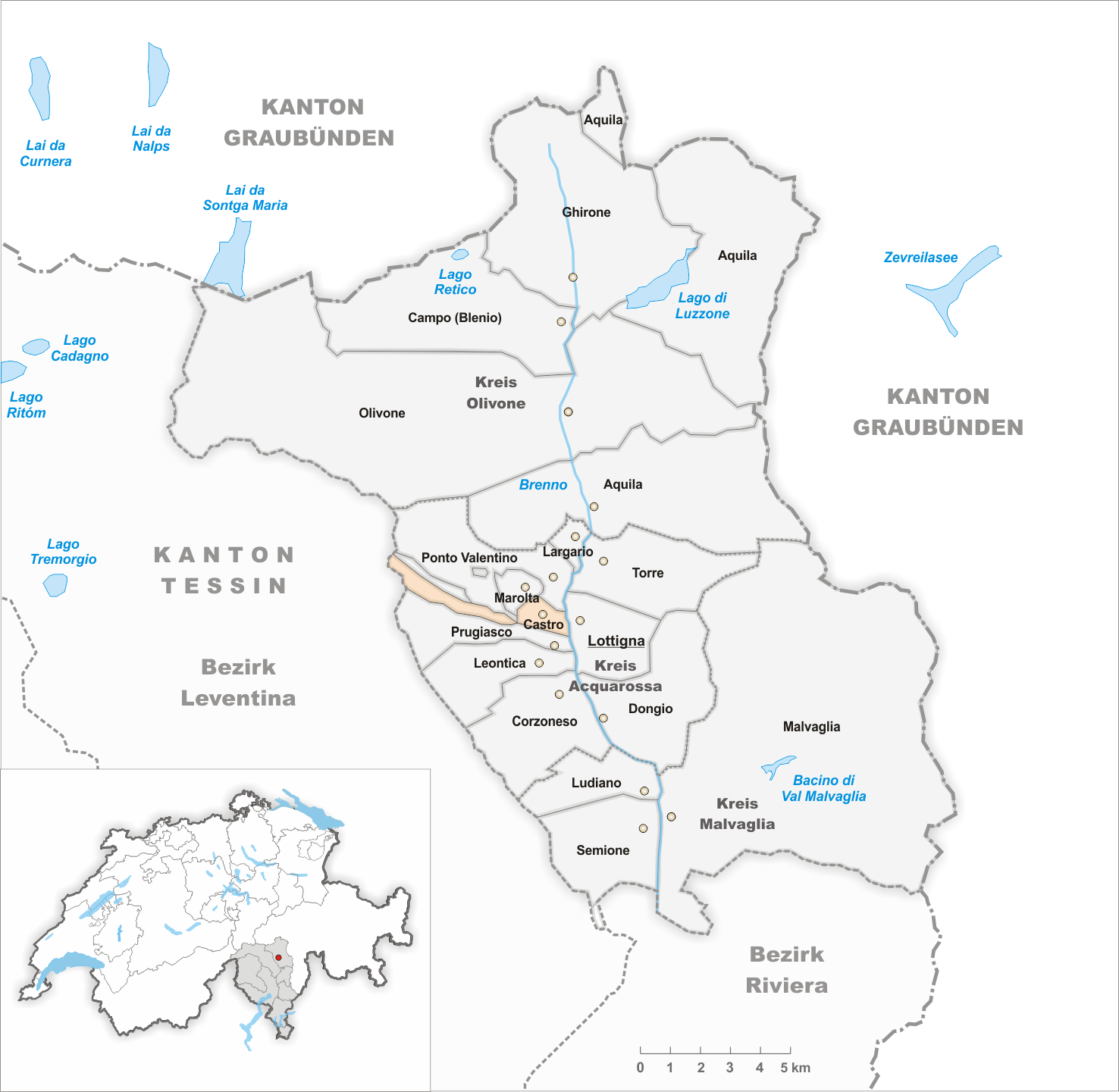
Gemeindestand vor der Fusion am 4. April 2004

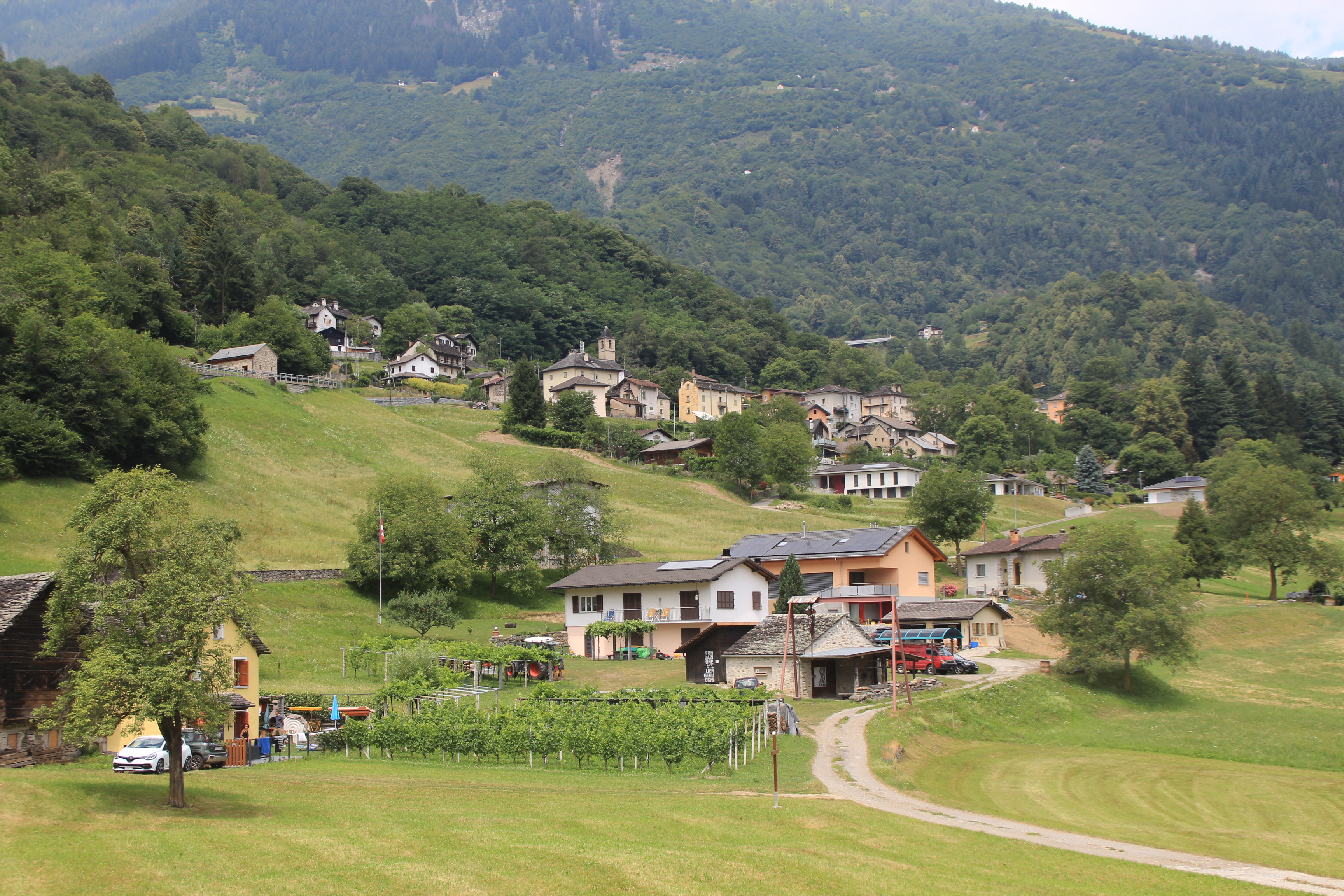
Castro

Castro (lombardisch Castra [ˈkaʃtra]) ist eine Fraktion der Gemeinde Acquarossa im Schweizer Kanton Tessin. Bis 2004 bildete sie eine eigenständige politische Gemeinde.

## Geographie
Castro liegt auf einer Terrasse am rechten Abhang des Bleniotals am rechten Ufer des Brenno, 14 km nordwestlich von Biasca.

## Geschichte
1200 wird der Ort erstmals in der Phrase concilium de Castri erwähnt. Damals sowie 1253 ist auch von einer Burg die Rede, die möglicherweise langobardischen Ursprungs ist und dem Ort den Namen gegeben hat.
Im Mittelalter bildete das Dorf zusammen mit Marolta und Ponto Valentino eine einzige Körperschaft, die consiglio genannt wurde. Deren Güter wurden 1895 auf die drei politischen Gemeinden aufgeteilt.
Auf den 4. April 2004 fusionierte Castro mit Corzoneso, Dongio, Largario, Leontica, Lottigna, Marolta, Ponto Valentino und Prugiasco zur neu gebildeten Gemeinde Acquarossa. Castro bildet aber nach wie vor eine eigenständige Bürgergemeinde.

## Sehenswürdigkeiten
- Pfarrkirche San Giorgio, erstmals erwähnt 1205; der heutige Bau datiert auf 1868[4][5]
- Oratorium Sant’Antonio da Padova von 1730[4]
- Casa dei Landvogti oder Casa Bolla (18. Jahrhundert)[4]

## Bevölkerung
Angaben Jahre 1600/1683/1719 und 1769 inkl. Marolta
Einwohnerzahlen: Volkszählungsdaten